# مارتا لابار
مارتا لابار (به انگلیسی: Marta Labarr) بازیگر و خواننده فرانسوی-آمریکایی بود.
از فیلم‌ها یا مجموعه‌های تلویزیونی که وی در آنها نقش داشته‌است، می‌توان به تهران اشاره کرد.